# Calcio Padova 2013-2014
Questa voce raccoglie le informazioni riguardanti il Calcio Padova nelle competizioni ufficiali della stagione 2013-2014.

## Stagione
La stagione 2013-2014 inizia con la vendita del club da parte di Marcello Cestaro a Diego Penocchio, proprietario del gruppo Ormis.
Il nuovo presidente conferisce un nuovo assetto alla società nominando Andrea Valentini come amministratore delegato, Alessio Secco come direttore sportivo (ex direttore sportivo di Juventus e Modena) e Dario Marcolin come allenatore.
Alla seconda giornata, si gioca Carpi-Padova che segna l'esordio casalingo storico in seconda serie per gli emiliani. La gara, però è stata sospesa al 27º minuto a causa di un blackout all'impianto elettrico (la partita si è disputata in notturna, come tutte le altre)che la società ha attribuito a un problema della rete pubblica; il Padova si è rifiutato di giocare la restante parte dell'incontro il giorno successivo.
Dopo un avvio di campionato in cui i biancoscudati hanno collezionato un solo punto in sei partite, il 28 settembre l'allenatore Dario Marcolin è sollevato dall'incarico. Al suo posto subentra Bortolo Mutti. Il 29 dicembre, il Padova chiude il girone di andata terzultimo con quattro vittorie, sei pareggi, dieci sconfitte, 16 gol segnati e 27 subiti all'attivo.
Il 2014 si apre con la cessione del restante 52% del pacchetto azionario da parte di Marcello Cestaro a Diego Penocchio, che diventa così proprietario unico della S.p.A. biancoscudata.
Il 2 febbraio, dopo aver collezionato un solo punto nelle ultime cinque partite, l'allenatore Bortolo Mutti è sollevato dall'incarico. Al suo posto subentra Michele Serena.
Il 25 maggio 2014, la sconfitta per 2-0 a Siena sancisce, con una giornata di anticipo, la matematica retrocessione del Padova dopo cinque consecutivi campionati in Serie B.
I problemi divennero subito ancor più grossi, il Padova fallì e la FIGC sciolse la squadra.

## Divise e sponsor
Lo sponsor tecnico per la stagione 2013-2014 è Joma, mentre lo sponsor ufficiale è Famila. La divisa è una maglia bianca con scudo, pantaloncini bianchi e calzettoni bianchi. La divisa di riserva è rossa con maniche bianche, mentre la terza divisa è una maglia gialla con pantaloncini neri e calzettoni gialli.
| Casa | Trasferta | Terza divisa |

## Organigramma societario
Dal sito internet ufficiale della società.
Consiglio di Amministrazione
- Presidente: Diego Penocchio
- Consiglieri: Marcello Cestaro, Lorenzo Cestaro
- Presidente del Collegio Sindacale: Maurizio Castelli

Area organizzativa
- Direttore: Gianluca Sottovia
- Segretario Sportivo: Simone Marconato
- Stewarding: Matteo Salvadego
- Amministrazione: Benedetto Facchinato
- Segreteria: Antonella Segala

Area comunicazione
- Direttore Comunicazione e Relazioni Esterne: Gianni Potti
- Ufficio Stampa e web: Massimo Candotti
- Ufficio marketing: Matteo Salvadego
- Web e Social Network: Dante Piotto

Area tecnica
- Direttore sportivo: Marco Valentini
- Collaboratore tecnico: Ivone De Franceschi
- Responsabile osservatori: Federico Crovari
- Team Manager: Simone Marconato
- Allenatore: Dario Marcolin, poi Bortolo Mutti, poi Michele Serena
- Allenatore in seconda: nrico Annoni, poi Mauro Di Cicco, poi Davide Zanon
- Preparatore atletico: Ruben Scotti,poi Roberto Fiorillo
- Preparatore dei portieri: Gaetano Petrelli, poi Gianni Piacentini, poi Massimo Lotti

Area medica
- Responsabile: Patrizio Sarto
- Medico: Gino Nassuato
- Medico Fisiatra: Renato Villaminar
- Fisioterapisti: Ivone Michelini, Daniele Bresciani
- Preparatore atletico recupero infortunati: Maurizio Ballò
- Massaggiatore: Antonio Maggiolini

## Rosa
La rosa e la numerazione sono aggiornate al 2 settembre 2013. Sono in corsivo i giocatori che hanno lasciato la società durante la stagione.
| N. |                      | Ruolo | Calciatore           |
| -- | -------------------- | ----- | -------------------- |
| 1  | Italia (bandiera)    | P     | Simone Colombi       |
| 2  | Italia (bandiera)    | C     | Alessandro Bellemo   |
| 3  | Italia (bandiera)    | D     | Fabiano Santacroce   |
| 4  | Italia (bandiera)    | C     | Niccolò Galli        |
| 5  | Italia (bandiera)    | C     | Manuel Iori          |
| 6  | Italia (bandiera)    | D     | Trevor Trevisan      |
| 7  | Italia (bandiera)    | C     | Marco Gallozzi       |
| 7  | Italia (bandiera)    | D     | Luca Ceccarelli      |
| 8  | Argentina (bandiera) | C     | Matías Cuffa         |
| 9  | Ungheria (bandiera)  | A     | Róbert Feczesin      |
| 10 | Italia (bandiera)    | A     | Daniele Vantaggiato  |
| 11 | Italia (bandiera)    | A     | Camillo Ciano        |
| 12 | Italia (bandiera)    | P     | Luca Maniero         |
| 13 | Italia (bandiera)    | D     | Elia Legati          |
| 13 | Croazia (bandiera)   | D     | Renato Kelić         |
| 14 | Nigeria (bandiera)   | C     | Wilfred Osuji        |
| 15 | Brasile (bandiera)   | D     | Thiago Rangel Cionek |
| 16 | Italia (bandiera)    | A     | Federico Melchiorri  |

| N. |                           | Ruolo | Calciatore        |
| -- | ------------------------- | ----- | ----------------- |
| 17 | Slovenia (bandiera)       | A     | Enej Jelenič      |
| 18 | Italia (bandiera)         | A     | Andrea Raimondi   |
| 19 | Perù (bandiera)           | C     | Álvaro Ampuero    |
| 20 | Italia (bandiera)         | A     | Cristian Pasquato |
| 21 | Italia (bandiera)         | A     | Davide Voltan     |
| 22 | Italia (bandiera)         | P     | Luca Anania       |
| 22 | Italia (bandiera)         | P     | Luca Mazzoni      |
| 23 | Italia (bandiera)         | D     | Francesco Modesto |
| 24 | Italia (bandiera)         | D     | Simone Benedetti  |
| 25 | Croazia (bandiera)        | D     | Vedran Celjak     |
| 26 | Italia (bandiera)         | D     | Filippo Carini    |
| 27 | Italia (bandiera)         | D     | Armando Perna     |
| 28 | Italia (bandiera)         | C     | Gianluca Musacci  |
| 29 | Italia (bandiera)         | D     | Alberto Barison   |
| 30 | Costa d'Avorio (bandiera) | A     | Adama Diakite     |
| 31 | Nigeria (bandiera)        | A     | Jerry Mbakogu     |
| 33 | Ungheria (bandiera)       | D     | Zsolt Laczkó      |

## Calciomercato

### Sessione estiva(dall'1/7 al 3/9)
Aggiornata al 1º settembre
| Acquisti | Acquisti               | Acquisti    | Acquisti                         |
| R.       | Nome                   | a           | Modalità                         |
| -------- | ---------------------- | ----------- | -------------------------------- |
| P        | Simone Colombi         | Atalanta    | prestito con diritto di riscatto |
| P        | Luca Mazzoni           | Livorno     | prestito con diritto di riscatto |
| D        | Simone Benedetti       | Inter       | prestito con diritto di riscatto |
| D        | Filippo Carini         | Modena      | definitivo                       |
| D        | Luca Ceccarelli        | Cesena      | prestito                         |
| D        | Vedran Celjak          | Sampdoria   | prestito con diritto di riscatto |
| D        | Zsolt Laczkó           | Sampdoria   | prestito                         |
| D        | Francesco Modesto      | Parma       | definitivo                       |
| D        | Nicola Maniero         | Bellaria    | fine prestito                    |
| D        | Armando Perna          | svincolato  | definitivo                       |
| D        | Fabiano Santacroce     | Parma       | prestito                         |
| C        | Álvaro Ampuero         | Parma       | prestito con diritto di riscatto |
| C        | Gianluca Musacci       | Parma       | prestito                         |
| C        | Wilfred Osuji          | Modena      | fine prestito                    |
| C        | Bruno Leonardo Vicente | Botev Vraca | fine prestito                    |
| A        | Ousmane Dramé          | Lecce       | fine prestito                    |
| A        | Camillo Ciano          | Napoli      | prestito con diritto di riscatto |
| A        | Federico Melchiorri    | Maceratese  | definitivo                       |
| A        | Jerry Mbakogu          | Juve Stabia | definitivo                       |
| A        | Cristian Pasquato      | Udinese     | prestito                         |
| A        | Adama Diakite          | AlbinoLeffe | fine prestito                    |
| A        | Róbert Feczesin        | svincolato  | definitivo                       |
| A        | Filippo Talato         | Castiglione | fine prestito                    |
| A        | Igor Radrezza          | Castiglione | fine prestito                    |

| Cessioni | Cessioni                | Cessioni    | Cessioni                         |
| R.       | Nome                    | a           | Modalità                         |
| -------- | ----------------------- | ----------- | -------------------------------- |
| P        | Luca Anania             | Livorno     | definitivo                       |
| P        | Luca Maniero            | Inter       | prestito con diritto di riscatto |
| P        | Marco Silvestri         | Chievo      | fine prestito                    |
| P        | Alex Calderoni          |             | svincolato                       |
| D        | Alberto Barison         | Perugia     | prestito                         |
| D        | Thiago Rangel Cionek    | Modena      | prestito                         |
| D        | Andrea Rispoli          | Parma       | fine prestito                    |
| D        | Marco Piccioni          |             | svincolato                       |
| D        | Paolo Hernán Dellafiore | Siena       | fine prestito                    |
| D        | Matteo Piccinni         | AlbinoLeffe | fine prestito                    |
| D        | Francesco Renzetti      |             | svincolato                       |
| D        | Nicola Maniero          |             | svincolato                       |
| C        | Giuseppe De Feudis      | Cesena      | definitivo                       |
| C        | Niccolò Galli           | Cesena      | prestito                         |
| C        | Marco Gallozzi          |             | svincolato                       |
| C        | Zé Eduardo              | Parma       | fine prestito                    |
| C        | Alessandro De Vitis     | Parma       | fine prestito                    |
| C        | Federico Viviani        | Roma        | fine prestito                    |
| C        | Bruno Leonardo Vicente  | Parma       | definitivo                       |
| A        | Diego Farias            | Chievo      | fine prestito                    |
| A        | Aniello Cutolo          | Pescara     | definitivo                       |
| A        | Khouma el Babacar       | Fiorentina  | fine prestito                    |
| A        | Ousmane Dramé           | Venezia     | prestito                         |
| A        | Emiliano Bonazzoli      |             | svincolato                       |
| A        | Jerry Mbakogu           | Carpi       | prestito con diritto di riscatto |
| A        | Filippo Talato          | Lumezzane   | definitivo                       |

## Risultati

### Serie B

#### Girone di andata
| Arbitro: | Di Bello (Brindisi) |

|  |           |                     |
|  | Marcatori | 64’, 93’ M. Mancosu |

| Arbitro: | Abbattista (Molfetta) |

|                |           |                |
| Memushaj 45+1’ | Marcatori | 60’ R. Improta |

| Arbitro: | Mariani (Aprilia) |

|  |           |                                             |
|  | Marcatori | 29’ D. Di Gennaro 43’ (rig.), 94’ Hernández |

| Arbitro: | Fabbri (Ravenna) |

|                      |           |  |
| Buzzegoli 49’ (rig.) | Marcatori |  |

| Arbitro: | Ciampi (Roma) |

|                                      |           |              |
| Maccarone 60’ Tonelli 85’ Tavano 90’ | Marcatori | 13’ Pasquato |

| Padova 24 settembre 2013, ore 20:30 CEST 6ª giornata | Padova           | 0 – 0 referto | Latina | Stadio Euganeo\| Arbitro: \| Pinzani (Empoli) \| |
| Arbitro:                                             | Pinzani (Empoli) |               |        |                                                  |

| Arbitro: | Ghersini (Genova) |

|                              |           |              |
| Babacar 19’, 29’ Signori 53’ | Marcatori | 75’ Trevisan |

| Arbitro: | Baracani (Firenze) |

|                                              |           |                    |
| Melchiorri 31’ Pasquato 61’ Ciano 65’ (rig.) | Marcatori | 26’, 37’ Pavoletti |

| Arbitro: | Nasca (Bari) |

|                      |           |  |
| Coralli 45+2’ (rig.) | Marcatori |  |

| Arbitro: | Pairetto (Nichelino) |

|                             |           |                |
| Melchiorri 23’ Pasquato 88’ | Marcatori | 66’ Di Carmine |

| Arbitro: | Borriello (Mantova) |

|           |           |  |
| Thiam 69’ | Marcatori |  |

| Arbitro: | Abbattista (Molfetta) |

|              |           |  |
| Pasquato 18’ | Marcatori |  |

| Arbitro: | Ostinelli (Como) |

|                            |           |                  |
| Di Michele 55’, 88’ (rig.) | Marcatori | 47’ (rig.) Ciano |

| Padova 16 novembre 2013, ore 18:00 CET 14ª giornata | Padova        | 0 – 0 referto | Brescia | Stadio Euganeo (5.624 spett.)\| Arbitro: \| Roca (Foggia) \| |
| Arbitro:                                            | Roca (Foggia) |               |         |                                                              |

| Arbitro: | Pasqua (Tivoli) |

|                 |           |                           |
| Defendi 9’, 32’ | Marcatori | 41’ Cuffa 55’ Vantaggiato |

| Padova 30 novembre 2013, ore 15:00 CET 16ª giornata | Padova               | 0 – 0 referto | Crotone | Stadio Euganeo (4 774 spett.)\| Arbitro: \| Cervellera (Taranto) \| |
| Arbitro:                                            | Cervellera (Taranto) |               |         |                                                                     |

| Arbitro: | Candussio (Cervignano del Friuli) |

|  |           |              |
|  | Marcatori | 54’ Pasquato |

| Arbitro: | Di Paolo (Avezzano) |

|                 |           |              |
| Vantaggiato 75’ | Marcatori | 70’ N. Viola |

| Arbitro: | Ghersini (Genova) |

|            |           |  |
| Cutolo 80’ | Marcatori |  |

| Arbitro: | Merchiori (Ferrara) |

|                                       |           |                           |
| Lamanna 22’ (aut.) Musacci 88’ (rig.) | Marcatori | 45’ Pulzetti 84’ Paolucci |

| Arbitro: | Abbattista (Molfetta) |

|               |           |                |
| Arini 4’, 68’ | Marcatori | 12’ Melchiorri |

#### Girone di ritorno
| Arbitro: | Ciampi (Roma) |

|                         |           |            |
| Basso 3’ M. Mancosu 17’ | Marcatori | 78’ Rocchi |

| Arbitro: | Gavillucci (Latina) |

|                      |           |                                                         |
| Musacci 45+1’ (rig.) | Marcatori | 42’ (rig.) Sgrigna 53’ Pasciuti 71’ Lollo 78’ Ardemagni |

| Arbitro: | Pairetto (Nichelino) |

|                      |           |  |
| Hernández 84’ (rig.) | Marcatori |  |

| Arbitro: | Ostinelli (Como) |

|                 |           |  |
| Iori 67’ (rig.) | Marcatori |  |

| Arbitro: | Fabbri (Ravenna) |

|  |           |               |
|  | Marcatori | 36’ Maccarone |

| Arbitro: | Candussio (Cervignano del Friuli) |

|                               |           |  |
| Jonathas 31’, 63’ Viviani 69’ | Marcatori |  |

| Arbitro: | Pinzani (Empoli) |

|                          |           |                        |
| Cuffa 61’ R. Improta 63’ | Marcatori | 15’ Babacar 40’ Cionek |

| Arbitro: | La Penna (Roma) |

|  |           |                                            |
|  | Marcatori | 41’, 84’ (rig.) Vantaggiato 76’ Melchiorri |

| Arbitro: | Di Bello (Brindisi) |

|  |           |                                                           |
|  | Marcatori | 42’ Pellizzer 51’ Azzi 57’ (rig.) Perez 89’ A. Donnarumma |

| Arbitro: | Borriello (Mantova) |

|             |           |              |
| Doukara 30’ | Marcatori | 75’ Pasquato |

| Arbitro: | Ciampi (Roma) |

|                                                          |           |                 |
| Kelić 28’ R. Improta 59’, 63’ Vantaggiato 84’ Rocchi 90’ | Marcatori | 42’ (rig.) Comi |

| Arbitro: | Nasca (Bari) |

|                          |           |                        |
| Giannetti 48’ Ebagua 90’ | Marcatori | 14’ Rocchi 40’ Moretti |

| Arbitro: | Pinzani (Empoli) |

|                           |           |                                 |
| R. Improta 28’ Rocchi 63’ | Marcatori | 39’ (rig.) Di Michele 78’ Adejo |

| Arbitro: | Ostinelli (Como) |

|                           |           |                                        |
| And. Caracciolo 2’ (rig.) | Marcatori | 6’ Melchiorri 47’ Jelenic 67’ Pasquato |

| Arbitro: | Baracani (Firenze) |

|           |           |                                   |
| Cuffa 84’ | Marcatori | 26’ Ceppitelli 67’ (rig.) Polenta |

| Arbitro: | Merchiori (Ferrara) |

|                           |           |                |
| Bidaoui 24’ Pettinari 85’ | Marcatori | 76’ R. Improta |

| Arbitro: | Pairetto (Nichelino) |

|  |           |                     |
|  | Marcatori | 90’ (rig.) Cascione |

| Arbitro: | Cervellera (Taranto) |

|                        |           |            |
| Nolé 30’ Antenucci 49’ | Marcatori | 55’ Rocchi |

| Arbitro: | Gavillucci (Latina) |

|                             |           |             |
| Vinicius 35’ R. Improta 62’ | Marcatori | 64’ Mascara |

| Arbitro: | La Penna (Roma) |

|                        |           |  |
| Rosina 18’, 79’ (rig.) | Marcatori |  |

| Arbitro: | Borriello (Mantova) |

|                            |           |                 |
| Melchiorri 25’ Diakite 27’ | Marcatori | 45’ L. Castaldo |

### Coppa Italia
| Arbitro: | Aureliano (Bologna) |

|                                     |           |              |
| Pasquato 83’ Vantaggiato 88’ (rig.) | Marcatori | 51’ D. Rosso |

| Arbitro: | Doveri (Roma) |

|              |           |  |
| Nizzetto 68’ | Marcatori |  |

## Statistiche

### Statistiche di squadra
| Competizione | Punti | In casa | In casa | In casa | In casa | In casa | In casa | In trasferta | In trasferta | In trasferta | In trasferta | In trasferta | In trasferta | Totale | Totale | Totale | Totale | Totale | Totale | DR  |
| Competizione | Punti | G       | V       | N       | P       | Gf      | Gs      | G            | V            | N            | P            | Gf           | Gs           | G      | V      | N      | P      | Gf     | Gs     | DR  |
| ------------ | ----- | ------- | ------- | ------- | ------- | ------- | ------- | ------------ | ------------ | ------------ | ------------ | ------------ | ------------ | ------ | ------ | ------ | ------ | ------ | ------ | --- |
| Serie B      | 41    | 21      | 7       | 7       | 7       | 25      | 30      | 21           | 3            | 4            | 14           | 20           | 33           | 42     | 10     | 11     | 21     | 45     | 63     | -18 |
| Coppa Italia |       | 1       | 1       | 0       | 0       | 2       | 1       | 1            | 0            | 0            | 1            | 0            | 1            | 2      | 1      | 0      | 1      | 2      | 2      | 0   |
| Totale       | -     | 22      | 8       | 7       | 7       | 27      | 31      | 22           | 3            | 4            | 15           | 20           | 34           | 44     | 11     | 11     | 22     | 47     | 65     | -18 |